# Арбър Адеми
Арбър Адеми (на албански: Arbër Ademi; на македонска литературна норма: Арбер Адеми) е политик от Северна Македония от албански произход.

## Биография
Роден е на 25 септември 1985 година в Куманово. През 2004 година завършва гимназия „Гоце Делчев“ в Куманово. В периода 2004 – 2008 гоздина учи в Правния факултет на Тетовския университет. През 2010 година завършва магистратура в същия университет, а през 2015 година защитава докторат на тема „Решаване на търговски спорове пред международния търговски арбитраж“ в Тиранския университет. В периода 2009 – 2012 година е извънреден асистент във Факултета по бизнес администрация към Тетовския университет. По това време е и заместник-декан по учебните въпроси към същия университет. От 2010 година е консултант на министъра на труда и социалната политика. От 2016 година е вицепремиер в Правителството на Република Македония, отговарящ за европейските въпроси. Остава на този пост до 2017 година. От 4 юни 2018 година е министър на науката и образованието на Република Македония.